# Arthur Whitney

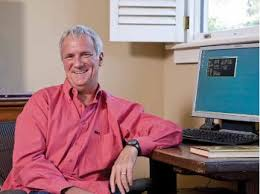
Arthur Whitney

Arthur Whitney (* 1958) ist ein kanadischer Informatiker. Whitney entwickelte auf der Grundlage der von Kenneth E. Iverson entwickelten Programmiersprache APL verschiedene Programmiersprachen, die vor allem in der Finanzindustrie Anwendung fanden und finden.
Er wuchs in Edmonton auf und studierte Mathematik und Informatik an der University of Alberta und der University of Toronto. Er promovierte nicht, arbeitete aber eine Zeitlang als Assistent in Informatikkursen. Whitney kam schon 1969 mit APL in Berührung, als er mit seinen Eltern Iverson besuchte, der ein Studienfreund seines Vaters war. Ab 1980 arbeitete er mit Iversen bei der kanadischen Softwarefirma IP Sharp in Toronto an der Weiterentwicklung von APL. Die Firma entwickelte zum Beispiel Time-Sharing-Systeme. Ab 1988 war er bei der Brokerfirma Morgan Stanley,  wo er A+ schrieb, um Realtime-Trading-Systeme, Datenbanken und Analysesysteme für Aktien, Anleihen und Optionen zu entwickeln. APL war in der Finanzindustrie als Array-basierte Programmiersprache schon zuvor populär, was ihm die Arbeit sehr erleichterte. Benötigt wurde für den Handel ein System, das schnell große Datenmengen (häufig in Spaltenform und schon damals im Terabyte-Bereich) auf einer abstrakten Ebene manipulieren konnte. 1993 verließ er Morgan-Stanley und gründete eine eigene Firma Kx Systems, wo er als Nachfolger der Sprache A+ die Sprache K entwickelte, mit zugehörigen Datenbanksystemen (kdb) und in der Folge regelmäßig verbesserten Versionen. Auch diese ebenfalls auf APL basierende Sprache fand vor allem in der Finanzindustrie Verwendung. Zuletzt brachte seine Firma die Sprache Q heraus. Er lebt in Palo Alto.
Daneben schrieb er Ende der 1980er Jahre und Anfang der 1990er Jahre den Basis-Code für die Programmiersprache J, die von Iverson und Roger Hui weiterentwickelt wurde. Hui war ein Studienkollege von Whitney an der University of Alberta.